# فضل الله الزوزني العجمي
القاضي فضل الله الزوزني العجمي الحنفي (اغتيل سنة 495 هـ) هو قاضي حلب في عهد فخر الملك رضوان بن تتش السلجوقي. اغتاله الحشاشون في حلب لمهاجمته معتقداتهم.

## توليه القضاء
كان فضل الله الزوزني حنفي المذهب، ولاه رضوان بن تتش القضاء بحلب سنة 490 هـ، وعندما سيّره رسولًا إلى مصر، ناب عنه في القضاء في غيبته أبو الفضل أحمد بن أبي أسامة الحلبي.

## اغتياله
وكان الإسماعيليون قد نجحوا في جعل حلب مركزًا لنشر دعوتهم، برضا من حاكم حلب السلجوقي رضوان، الذي سمح لأسعد أبو القنج الباطني ـ المعروف بالحكيم المنجم ـ وتابعه أبي طاهر الصائغ العجمي بممارسة شعائرهم والدعوة لمذهبهم. وكان رضوان بحاجة إلى حليف قوي في الداخل لمواجهة مؤامرات خصومه، فوجد ضالته فيهما فأطلق لهما حرية العمل وسمح لهما ببناء دار للدعوة في حلب. وكانت لحلب مزايا كثيرة تجذب الحشاشين؛ إذ يسكنها كثير من الشيعة الإثنا عشرية، وهي مجاورة لمناطق الشيعة الأخرى في جبل سماق وجبل البهرة.
وفي سنة 495 هـ، اغتال الباطنية (الحشاشون) الزوزني وهو بين يدي رضوان في أحد دروب حلب، عقابًا له على مهاجمته معتقدهم، فخلفه في القضاء بحلب أبو غانم محمد بن هبة الله بن أبي جرادة.